# Phasia serrata
Phasia serrata là một loài ruồi trong họ Tachinidae.